# 16644 Otemaedaigaku
16644 Otemaedaigaku este un asteroid din centura principală de asteroizi.

## Descriere
16644 Otemaedaigaku este un asteroid din centura principală de asteroizi. A fost descoperit pe 16 septembrie 1993 la Kitami de Kin Endate și Kazuro Watanabe. Asteroidul prezintă o orbită caracterizată de o semiaxă mare de 2,30 ua, o excentricitate de 0,15 și o înclinație de 6,7° în raport cu ecliptica.